# VASIMR
VASIMR (akronym for Variable Specific Impulse Magnetoplasma Rocket) er en elektrodeløs plasma-motor udviklet af NASA under ledelse af astronauten og plasmafysikeren Franklin Chang-Diaz. I motorens første trin opvarmes fx hydrogengas ved hjælp radiobølger til en temperatur på cirka 60.000 grader Celsius. Gassen overgår derfor til plasmaform, hvor de elektroner som normalt er bundne til atomerne frigøres. Temperaturen er tilstrækkelig til at forgasse alle materialer, og derfor indesluttes plasmaet med et stærkt magnetfelt som laves af superledende magneter langs hele motorens længde.
I næste trin opvarmes plasmaet yderligere af radiobølger og når en temperatur på over 1 million grader Celsius. Herefter sendes plasmaet ud i rummet i form af en plasmastråle. Den høje temperatur forårsager den høje hastighed af strålen, hvilket betyder at en relativ lille mængde stof bruges for en vis drivkraft, det betyder høj specifik impuls.
Den specifikke impuls kan være opimod hundrede gange større end for kemiske raketmotorer. VASIMR-motoren tilbyder variabel specifik impuls, hvilket betyder at den kan siges at have to "gear": Hurtig, for bedste effektivitet, og langsom, for større drivkraft.
Motoren arbejder med elektrisk energi, som på en raket formentlig kræver en specialudviklet kernereaktor.

## VX-200
En VX-200 prototype plasma motor blev bygget i 2008. VX-200 belaster ved fuld effekt 200kW. 30kW anvendes til at ionisere argonatomer og 170kW anvendes til accelerationen.
VX-200 er blevet brugt til mere end 10.000 motoraffyringer indtil 2013, og den har demonstreret en fremdriftseffektivitet på mere end 70% — relativ til HF-energi input — med argon ved fuld kraft.

## Rejse til Mars på 39 dage
For at kunne udføre en bemandet rejse til Mars på 39 dage, 
skal VASIMR-motoren bruge så meget energi per tid, at kun kernekraft kan dække behovet på cirka 200.000 kilowatt (200 megawatt) og reaktoren skal have en effekttæthed på 1.000 watt per kilogram (Díaz) Denne reaktor skal være temmelig effektiv.